# 四通控股
四通控股有限公司，簡稱四通控股，(港交所原代碼：0409)，前身為四通電子技術有限公司，成立於1987年9月3日，是一家中國大陸民營企業。於1993年重組，在1993年8月，於香港聯合交易所上市，主营IT電子開發和網路服務、GPS、新浪網，其它還有健康保健產品和投資。 
四通控股主席段永基，母公司北京四通投資有限公司，会计师事务所畢馬威會計師事務所，法律顧問胡關李羅律師行，香港地址北角渣華道嘉華國際中心。
但由於股份交投量持續疲弱，因此在特別股東大會通過私有化，在2009年11月6日正式脫離香港股市。
六四事件後，四通的創辦人兼總裁萬潤南流亡法國，並當選民主中國陣線 (民陣) 第二任主席。